# Liard (moneta)
Liard – srebrna moneta francuska bita od czasów Ludwika XI, początkowo o wartości 3 denarów, zmieniona przez Ludwika XIV w miedzianą o wartości ¼ sola, emitowana do 1791 r., a w Niderlandach Austriackich – do 1794 r.